# Ann-Madeleine Gelotte
Ann-Madeleine Gelotte (* 20. Februar 1940 in Stockholm; † 24. Dezember 2002 in Stockholm) war eine schwedische Illustratorin, Zeichnerin und Schriftstellerin.

## Leben
Ann-Madeleine Gelotte war bereits in jungen Jahren als Krankenschwester tätig. 1977 gelang ihr der Durchbruch als Illustratorin und Schriftstellerin mit dem Buch Ida Maria aus Lappland (Ida Maria från Arfliden). In Bild und Text stellt Gelotte das Leben ihrer Großmutter dar. Diese entstammte einer Siedlerfamilie in Lappland und wuchs in den späten 1800er Jahren auf. Auf dieses Buch folgte Anna aus dem Haus Nr. 10 (Tyra i 10:an Odengatan). Das Buch wurde erstmals im Jahr 1981 in Schweden veröffentlicht. Es beschreibt die Kindheit von Gelottes Mutter in Stockholm in den 1910er und 1920er Jahren. 1983 veröffentlichte Gelotte das Buch Wir wohnen in Helenenwald (Vi bodde i Helenelund), das von ihrer eigenen Kindheit in den 1940er und 1950er Jahren  handelt. 
Gelotte veröffentlichte auch eine Reihe anderer autobiografischer Bücher für Erwachsene, darunter Till morfar på fars dag (1980), in dem sie über ihr Leben als Scheidungskind schreibt.
Ann-Madeleine Gelotte wurde auf dem Friedhof von Silverdal in Sollentuna beerdigt.

## Werke (Auswahl)
- Johanna 5 Jahre (Johanna 5 år, 1971, deutsch 1971)
- Da kommt der Wind (Här kommer vinden, 1973, deutsch 1973)
- Ich will aber nicht wieder groß sein (Jag ska minsann inte bli stor igen, 1973, deutsch 1974)
- Ein geblümter Regenschirm (Ett blommigt paraply, 1974, deutsch 1974)
- Unser Hund heisst Winzig (Det här är en bok om minstingen, 1976, deutsch 1973)
- Ida Maria aus Lappland (Ida Maria från Arfliden, 1977, deutsch 1981)
- Anna aus dem Haus Nr. 10 (Tyra i 10:an Odengatan, 1981, deutsch 1982)
- Wir wohnen in Helenenwald (Vi bodde i Helenelund, 1983, deutsch 1984)
- Bleib bei uns, kleiner Bär (En björnberättelse, 1986, deutsch 1987)

## Auszeichnungen
- 1977 – Expressens Heffaklump
- 1982 – Elsa-Beskow-Plakette
- 1999 – Kulla-Gulla-priset